# Molengracht
De Molengracht is een waterweg in de Nederlandse provincie Overijssel.
De Molengracht maakt deel uit van de waterwegen die de Belterwijde en de Bovenwijde verbinden. De Molengracht loopt van de Verbindingsvaart Molengracht en Kerkgracht in Westeinde aan de noordelijke oever van de oostelijke Belterwijde in noordelijke richting. Aanvankelijk eindigde de Molengracht bij de Brugjesgracht. In het laatste kwart van de 20e eeuw is het kanaal doorgetrokken. Even ten noorden van de Brugjesgracht, die loodrecht op de Molengracht loopt, vertakt het verlengde kanaal zich. Het ene deel buigt in westelijke richting naar de Dorpsgracht in het Zuideinde van Giethoorn en wordt Zuidergracht genoemd. Het andere deel loopt met enkele haakse bochten in de richting van de Bovenwijde. Deze waterweg wordt Bovenboersevaart genoemd. Vlak voor de Bovenwijde voegen de Bovenboersevaart en de Hoosjesgracht zich samen en monden uit bij de zuidelijke oever van de Bovenwijde.